# Jean Ducret
Jean Ducret (Suresnes, Francia, 27 de noviembre de 1887-19 de noviembre de 1975, Vaucresson, Francia) fue un futbolista internacional francés. Jugó como mediocampista para cinco equipos, más notablemente en el Olympique Lillois y el Stade Français. Ducret fue uno de los primeros capitanes permanentes del equipo nacional, llevando la capitanía 13 veces en 20 apariciones desde 1910 a 1914. Ducret también marcó tres goles para el equipo, que incluyó su primer partido contra Italia en una derrota por 6-2 en mayo de 1910.
Después de la Primera Guerra Mundial, se convirtió en obrero de fábrica.

## Equipos
| Equipo                         | País    | Años      | PJ | Goles |
| ------------------------------ | ------- | --------- | -- | ----- |
| Puteaux                        | Francia | ?         | ?  | ?     |
| Etoile des Deux Lacs           | Francia | ?         | ?  | ?     |
| Olympique Lillois              | Francia | ?         | ?  | ?     |
| Stade Français FC              | Francia | ?         | ?  | ?     |
| AS Français                    | Francia | ?         | ?  | ?     |
| Selección de fútbol de Francia | Francia | 1910–1914 | 20 | 3     |